# Sten Turesson (Bielke) död 1520
Sten Turesson (Bielke), född senast 1460-talet, död 1520 eller strax efter, var riksråd och lagman i Västmanlands och Dalarnas lagsaga.
Han var son till Ture Turesson (Bielke). Han var riddare vid konung Hans kröning 1497. Han var hövitsman på Kastelholm 1506—juli 1507 och kom därefter i fångenskap i Danmark till sensommaren 1508. Han bodde på Rävelsta i Uppland, som han ärvt efter fadern.
Han var 1504 gift med Anna Bengtsdotter, dotter till riksrådet Bengt Fadersson (Sparre) till Ängsö och Aspenäs.